# Castro (Coristanco)
Castro (llamada oficialmente Santa Baia de Castro) es una parroquia y una aldea española del municipio de Coristanco, en la provincia de La Coruña, Galicia.

## Otras denominaciones
La parroquia también es conocida por el nombre de Santa Eulalia de Castro.

## Entidades de población
Entidades de población que forman parte de la parroquia:
- Batán (O Batán)
- Carambola (A Carambola)
- Castro
- Cercedo (O Cercedo)
- Gatiande
- Iglesia (Santa Baia)
- Lume da Coba (Lume da Cova)
- Lume de Suso
- Lumián
- Pedralta
- O Seixal

## Demografía

### Parroquia
| Gráfica de evolución demográfica de Castro (parroquia) entre 2000 y 2019 |
|                                                                          |
| Datos según el nomenclátor publicado por el INE.                         |

### Aldea
| Gráfica de evolución demográfica de Castro (aldea) entre 2000 y 2019 |
|                                                                      |
| Datos según el nomenclátor publicado por el INE.                     |